# Orsières
Orsières – miejscowość i gmina (commune) w południowej Szwajcarii, w kantonie Valais, w okręgu (district) Entremont.

## Geografia
Leży śródgórskiej kotlinie, w której Dranse de Ferret uchodzi do Dranse d'Entremont. Od wschodu nad miejscowością wznosi się masyw Six Blanc (2445 m n.p.m.), zaś od północnego zachodu dominuje nad nią znacznie bardziej skalisty masyw ze szczytami Cotogne (2598 m n.p.m., na północy) i Bonhomme (2436 m n.p.m., na południu). W bocznej dolince, na południe od tego drugiego masywu, na wysokości 1467 m n.p.m. leży jezioro Lac de Champex.

## Demografia
W Orsières mieszka 3 200 osób. W 2021 roku 15,7% populacji gminy stanowiły osoby urodzone poza Szwajcarią. 

## Transport
Przez teren gminy przebiega droga główna nr 21. Do miejscowości prowadzi (i tu się kończy) boczna linia kolejowa z Martigny w dolinie Rodanu.